# Carl Norman (gravör)

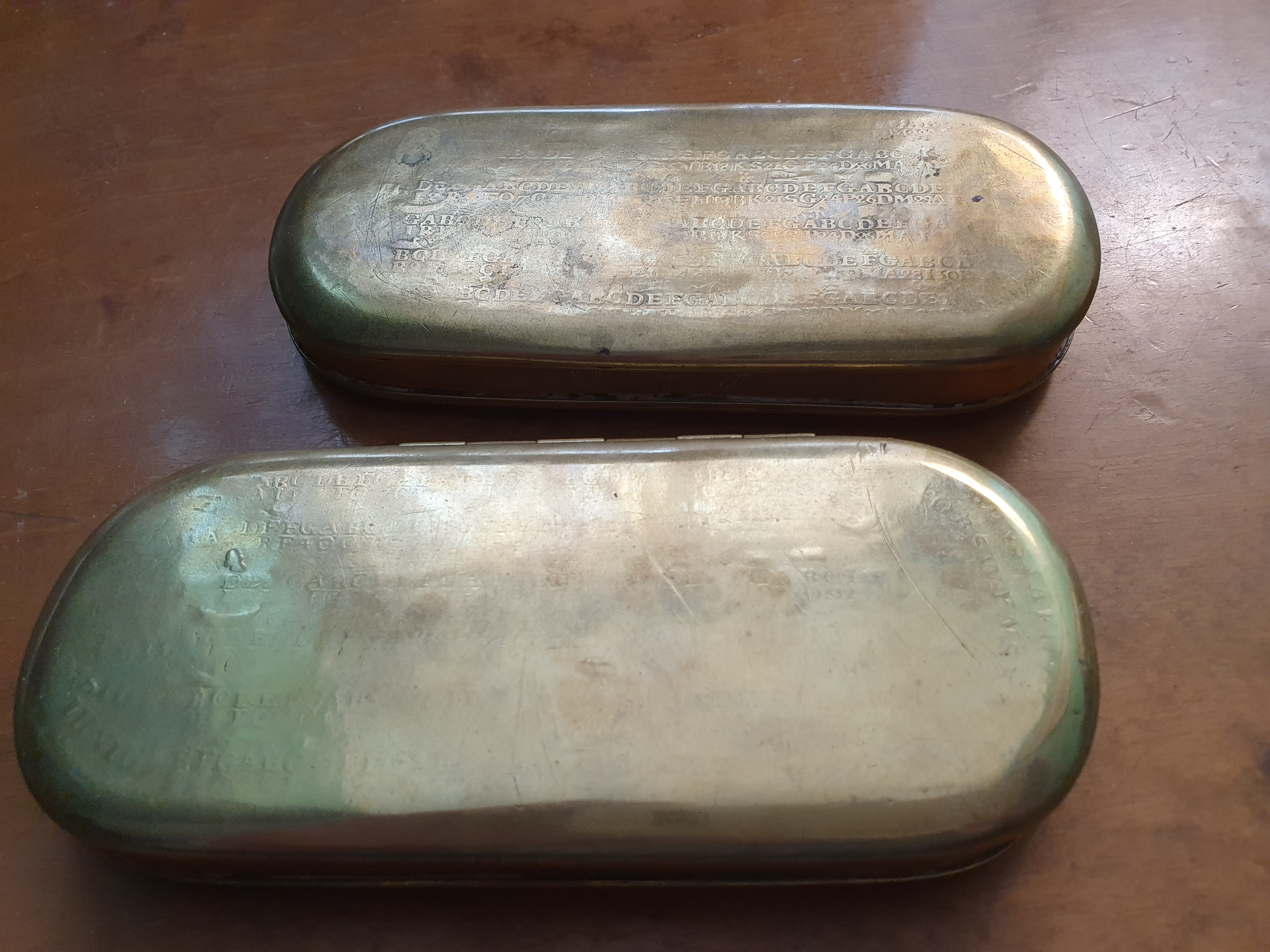
Två kalenderdosor av den typ som tillverkades efter Carl Normans plåtar vid Bjurfors mässingsbruk. 1790-tal.

Carl Norman, född 7 maj 1729 eller 1720 i Grytnäs socken, Kopparbergs län, död 13 november 1798 på Lindsnäs, Kopparbergs län, var en svensk myntgravör och kronogjutare.
Han var son till kvarnarrendatorn Erik Eriksson Norman och Helen Lundeen och från 1752 gift med Sofia Jansdotter Bjurling samt far till Christopher Norman och Carl Erik Norman. Han sökte 1772 tjänsten som gravör vid myntverket i Avesta men förbigicks av en annan gravör. Efter att Carl Johan Wikman avgick som chef för myntverket 29 november 1777 erhöll han dock tjänsten. Han fick 1778 sin son Carl Erik som medhjälpare och när han 1790 avgick på grund av ålderdom efterträddes han av sin son som myntverkets gravör. Norman var under sin levnad mycket mångsidigt verksam eftersom kopparmyntningen nästan låg helt nere under hans ämbetsperiod det medförde att han kunde arbeta med andra verksamheter. Han var övermästare vid överskärarsaxsmidet 1772, valsmästare 1773, kvarnarrendator 1786–1791 samt arbetade som sigillgravör och tillverkare av beslag i brons. Som kronogjutare på Bjurfors 1760–1790 tillverkade han tobaksdosor och den försvenskade runstaven som fungerade som almanacka.